# Luiz Eduardo dos Santos Gonzaga
Luiz Eduardo dos Santos Gonzaga (født 21. april 1990) er en brasiliansk fodboldspiller, som spiller for den japanske fodboldklub Ventforet Kofu.